# Pedro Bustos
Pour les articles homonymes, voir Bustos.
Pedro Bustos, né le 10 novembre 1927 et mort le 13 juillet 2024, est un  joueur argentin de basket-ball.

## Palmarès
- Champion du monde 1950
- Finaliste des Jeux panaméricains 1951